# Le club des chômeurs
Le club des chômeurs ist eine luxemburgisch-schweizerische Filmkomödie von Andy Bausch aus dem Jahr 2002.

## Handlung
Stahlkrise, das bedeutet für viele Menschen in Minett, dass sie plötzlich arbeitslos sind. Fünf Kollegen fanden Gefallen an dieser neuen Situation und schworen, auf Kosten des Staates für immer arbeitslos zu bleiben – auch wenn es manchmal mehr Schweiß kostet, der Arbeit aus dem Weg zu gehen, als sie anzunehmen. Deshalb gründeten sie den „Club des Chômeurs“.

## Rezeption

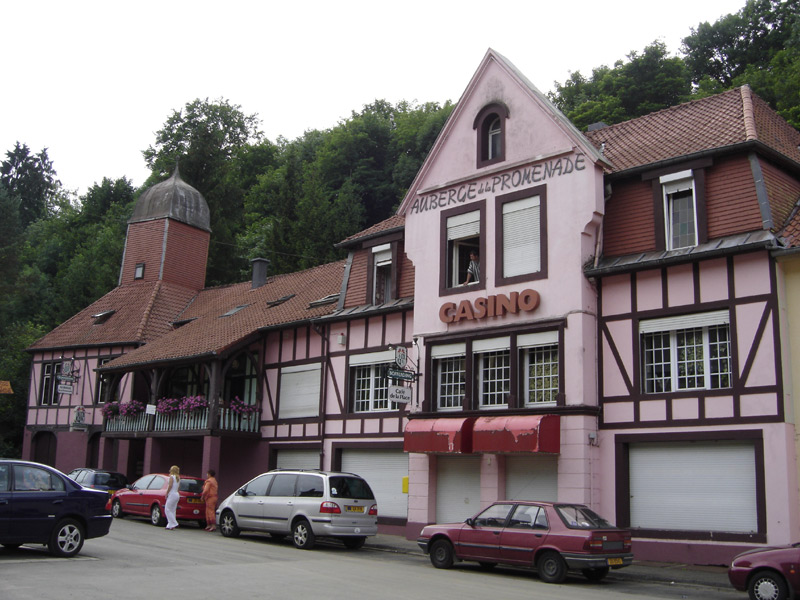
Die Dreharbeiten fanden unter anderem im Casino von Lasauvage statt

Laut CNA wurde Le Club des Chômeurs von insgesamt 32.315 bzw. 33.816 Menschen gesehen. Dies war bis 2018, als De Superjhemp retörns ins Kino zurückkehrte, der Rekord des luxemburgischen Films mit den meisten Zuschauern.
Noch im Jahr 2002 wurde Club des chômeurs 6.404 Mal auf VHS-Kassette und DVD verkauft und war damit mit Abstand der meistverkaufte luxemburgische Film, vor Les luxembourgeois dans le tour de France mit 2.425 verkauften Exemplaren. Im Jahr 2003 wurde Andy Bauschs Film erneut 883 Mal verkauft und im Jahr 2005 erneut 251 Mal.
Im Jahr 2003 wurde Thierry van Werveke für seine Rolle als „Jeronimo“ mit dem ersten Luxemburger Filmpreis in der Kategorie „Bester künstlerischer Beitrag“ ausgezeichnet.
Mit La revanche kam 2004 eine indirekte Fortsetzung des Films ins Kino.

## Filmproduktion
Für die Produktion von Le Club des Chômeurs erhielt die Firma Iris Productions im Jahr 2001 vom Film Fund Luxembourg einen Zuschuss in Höhe von 20 Millionen Luxemburger Franc, was damals etwa 496.000 Euro entsprach. Darüber hinaus erhielt der Film als „Aide à la distribution“ einen Zuschuss von 15.000 Euro und als „Aide à la Promotion“ einen Zuschuss von 7.436,81 Euro.
Der Film wurde in 22 Tagen gedreht.

## Kritiken
Robert Duncan schrieb in Luxembourg News: „Trotz ihrer derben Sprache und ihres anhaltenden Alkoholkonsums handelt es sich im Großen und Ganzen um sympathische Charaktere, und Bausch hat es wieder einmal geschafft, die andere Seite Luxemburgs abseits der Welt der reichen Bankiers mit komfortablen Autos und noch komfortableren Häusern darzustellen“.
Josée Hansen vom D’Lëtzebuerger Land schrieb: „Le club des chômeurs ist ganz einfach eine Komödie, eine Liebeserklärung an Minette und seine Bewohner, an den Rock'n'Roll, an die Indianer, an das Kino und an seine Zuschauer, wenn wir nichts anderes als Unterhaltung und Freude am Identifizieren und Wiedererkennen erwarten , wir werden eine tolle Zeit im Kino haben. Und wird bis zu den Tränen lachen“.
Leonard Bovy schrieb in der La Voix du Luxembourg: „Das Kunststück - denn es gibt ein Kunststück - besteht darin, in so kurzer Zeit und mit so wenigen Mitteln einen intelligenten, harten, zärtlichen, sensiblen und witzigen Film produziert zu haben. Die Schwäche des Arbeitslosenclubs wird zu seiner Stärke!“
Germain Kerschen von der Woxx schreib: Das körnige Bild des Films ist nicht die beste Qualität. Andererseits betonen Andy Bausch und sein Kameramann Jacques Raybaut […] damit einen Low-Budget-Aspekt, der sich gut mit den armen Existenzen verträgt, die sie uns auf der Leinwand zeigen. Troublemaker ist bis heute der beste luxemburgische Film. Aber Le Club des Chômeurs ist dennoch ein großer kleiner Film.